# Tom Van Grieken
Tom Jozef Irène Van Grieken (Amberes, 7 de octubre de 1986) es un político belga que se ha desempeñado como líder del partido Vlaams Belang desde octubre de 2014.

## Biografía
Van Grieken nació en Amberes y luego se mudó a Mortsel, donde se desempeñó como concejal municipal. Estudió administración de comunicaciones en la Plantijn Hogeschool y trabajó en el sector de la publicidad antes de ingresar a la política a tiempo completo.
Como alumno y estudiante, Van Grieken participó activamente en organizaciones estudiantiles ultraderechistas como la NJSV y la NSV, y finalmente se convirtió en presidente nacional de la NSV. Van Grieken se convirtió en miembro del Bloque Flamenco en 2003 cuando era adolescente y posteriormente se unió a su sucesor Vlaams Belang. Después de sus estudios, Van Grieken fue elegido presidente nacional de Vlaams Belang Jongeren, el ala juvenil del Vlaams Belang. En septiembre de 2014, fue nominado por el consejo del partido para convertirse en el nuevo líder del partido. En el congreso del partido en octubre se presentó sin oposición y obtuvo el 93% de los votos, convirtiéndose en el líder de un partido más joven en la historia de Bélgica.
Aunque inicialmente se le conoció como un intransigente dentro del partido, desde entonces ha intentado moderar la imagen del VB como líder para romper el cordón sanitario impuesto al partido, afirmando: "No existe un cordón sanitario en torno a nuestras ideas, pero sí a nuestro estilo".
Ha sido miembro del consejo municipal de Mortsel desde 2007 hasta 2018 y fue elegido en el Parlamento Flamenco en 2014. Fue elegido miembro del consejo municipal de Schoten, donde todavía vive, en 2018.
Bajo su liderazgo, el VB ha visto un aumento masivo en el apoyo público, incluido el segundo lugar en la Región Flamenca durante las elecciones federales de 2019 en las que Van Grieken fue elegido miembro de la Cámara de Representantes. Después de la elección, se convirtió en el primer líder del VB en asistir a una reunión con el rey Felipe de Bélgica junto con los otros líderes principales del partido.
En noviembre de 2019 fue reelegido líder del partido y obtuvo el 97,4% de los votos.
Tom Van Grieken ha sido miembro de la Asamblea Parlamentaria del Consejo de Europa desde el 30 de septiembre de 2019.